# Lepidonotus stephensoni
Lepidonotus stephensoni är en ringmaskart som beskrevs av Monro 1931. Lepidonotus stephensoni ingår i släktet Lepidonotus och familjen Polynoidae. Inga underarter finns listade i Catalogue of Life.